# Yap Kim Hock
Yap Kim Hock, född 2 juli 1970 i Muar, Johor, Malaysia, är en malaysisk badmintonspelare som tog silver i badminton tillsammans med Cheah Soon Kit vid olympiska sommarspelen 1996 i Atlanta.